# Semoy, Loiret
Semoy är en kommun i departementet Loiret i regionen Centre-Val de Loire strax norr Frankrikes mitt. Kommunen ligger i kantonen Saint-Jean-de-Braye som tillhör arrondissementet Orléans. År 2022 hade Semoy 3 204 invånare.

## Befolkningsutveckling
Antalet invånare i kommunen Semoy
| Referens: INSEE |